# Stella (компьютерная программа)

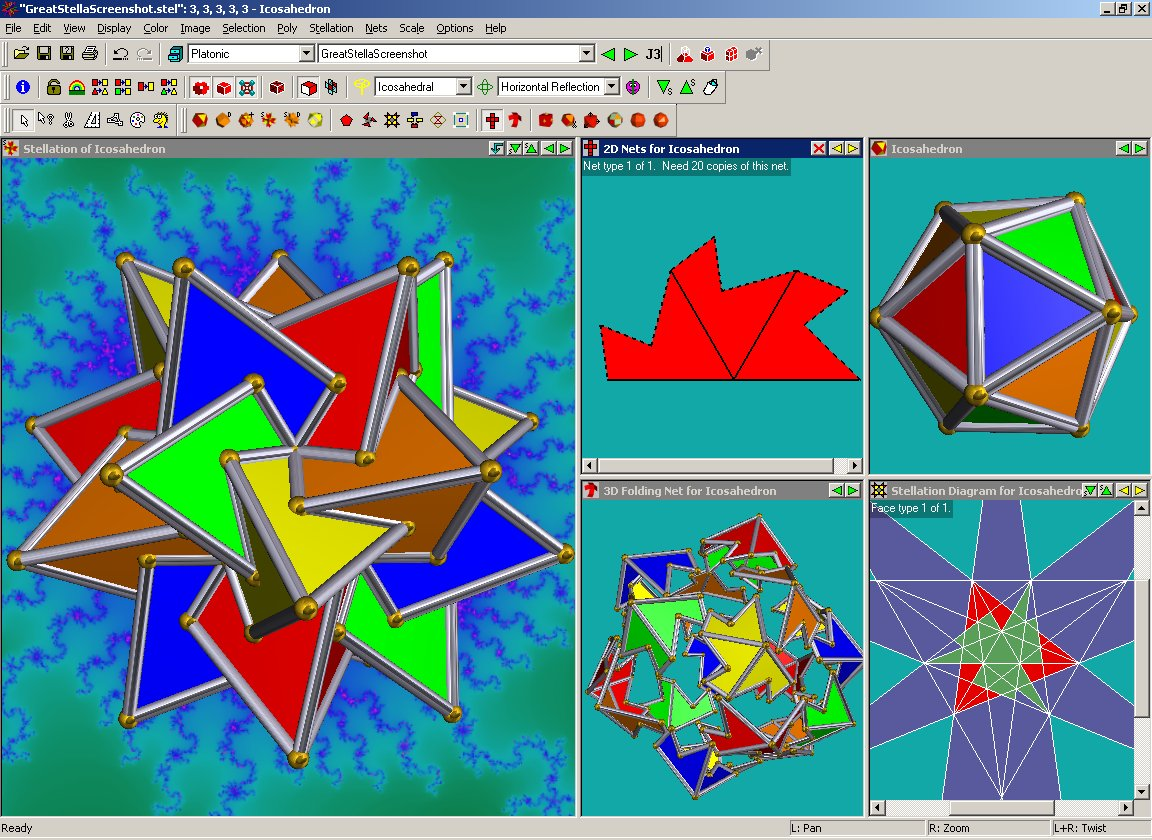
Экран пакета «Great Stella», показывающий и развёртки для соединения пяти тетраэдров

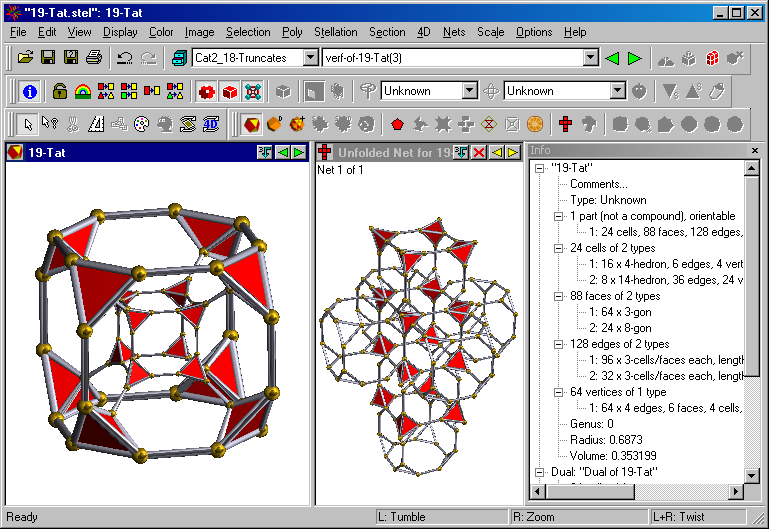
Экран Stella4D, показывающий в перспективной проекции и его развёртку. Ячейки усечённого куба скрыты.

Stella — компьютерная программа, созданная Робертом Уэббом (Австралия). Доступна в трёх версиях (Great Stella, Small Stella и Stella4D). Программы содержат большую библиотеку многогранников, с которыми можно работать, изменяя различными способами.

## Многогранники
Библиотека многогранников в Great Stella включает правильные многогранники, архимедовы тела, тела Кеплера — Пуансо, правильногранные многогранники, некоторые почти многогранники Джонсона, множество соединений многогранников, включая однородные многогранники, и другие многогранники. Операции, которые могут быть осуществлены на этих многогранниках, включают образование звёздчатой формы, огранку, наращение, построение двойственного, построение выпуклой оболочки и многое другое.
Все версии программы позволяют напечатать развёртки многогранников. Эти развёртки могут быть затем собраны в настоящие трёхмерные модели многогранников, красивые и сложные.

## Stella 4D
В 2007 году добавлена версия Stella4D, поддерживающая создание и показ четырёхмерных многогранников. Программа содержит библиотеку всех выпуклых однородных многогранников и всех известных невыпуклых звёздчатых многогранников, а также многогранников двойственных однородным. Многогранники можно выбирать из библиотеки или получать из созданного пользователем файла с многогранными вершинными фигурами.

## Возможности
Stella предоставляет настраиваемое рабочее пространство, включающее несколько панелей. Как только модель выбрана, её различные представления выводятся на каждой панели. Эти представления могут включать размеры, симметрии и развёртки.
Различные операции могут быть осуществлены над любым многогранником. В трёхмерном случае операции включают образование звёздчатой формы, огранку, наращение, выемку, бурение и построение двойственного.
Среди других возможностей — пружинные системы, построение выпуклой оболочки, добавление куполов и построение других связанных фигур.

## История выпусков
- v1.0 — 20 августа 2001 — Первый релиз Stella
  - v1.1 — 14 января 2002
- v2.0 — 12 сентября 2002
  - v2.8.7 — 16 ноября 2004
- v3.0 — 12 июня 2005
  - v3.5.1 — 10 мая 2006
- v4.0 — 13 марта 2007 — (Включая новую программу «Stella4D»)
  - v4.4 — 11 января 2008
- v5.0 — 30 сентября 2012
  - v5.4 — 10 мая 2014